# Mistrovství světa silničních motocyklů 2020
Mistrovství světa silničních motocyklů 2020 bylo 72. sezonou Mistrovství světa silničních motocyklů Mezinárodní federace motocyklistů (F.I.M.), běžně označovaného jako MotoGP. Jako již tradičně byly jeho součástí závody kategorií Moto3, Moto2 a MotoGP a teprve podruhé byl součástí šampionátu i Světový pohár elektromotocyklů označovaný jako MotoE, jehož závody se jely o vybraných závodních víkendech.
Tato sezona začala 8. března, a to již tradičně v Kataru.

## Covid-19 a jeho dopady na sezónu
Tato sezona byla, podobně jako v jiných sportech, velmi specifická, kvůli pandemii covidu-19, která způsobila velké změny v původně plánovaném kalendáři závodů. Mistrovství světa odstartovalo svými prvními závody 8. března v rámci Velké ceny Kataru, závodit zde ale mohly pouze třídy Moto2 a Moto3, které v Kataru nedlouho před startem sezony testovaly, kategorie MotoGP již ale kvůli nově zavedeným cestovním restrikcím katarské vlády, které měly zabránit šíření nákazy, do země přicestovat nemohla.
Po Velké ceně Kataru se pak závodní motory nadlouho odmlčely a následovalo postupné odsouvání a následně i rušení mnoha závodních víkendů.

### Restrikce v oblasti přítomnosti diváků
Za účelem omezení možného šíření nákazy koronavirem bylo rozhodnuto, že jak první dvojice Grand Prix Španělska v Jerezu, tak i následující Grand Prix Brna se odjedou bez přítomnosti diváků. Stejné rozhodnutí padlo i ohledně GP Rakouska a GP Štýrska a Aragonu. U dvojice GP na okruhu Marca Simoncelliho v Misanu byla povolena divácká kulisa s návštěvou do 10 tisíc diváků. Na jiných tratích byla z důvodu podzimní druhé vlny nákazy divácká kulisa opět vyloučena.

## Změny v kalendáři mistrovství světa
Původním záměrem bylo v letošní sezoně odjet 20 Velkých cen, kdy se vůbec poprvé v historii závodů Mistrovství světa silničních motocyklů měl počet závodních víkendů (díky nově plánované Velké ceně Finska) dostat na dvacítku. S šířící se pandemií ale byly nevyhnutelné velké změny v kalendáři závodů. Lze říci, že tak rozsáhlou proměnou kalendář v průběhu již započaté sezony v poslední dekádě ani jednou neprošel. Některé Grand Prix byly přesunuty na nový termín, některé byly později zcela zrušeny a některé nové Velké ceny byly naopak přidány.
Aby bylo možno sezonu uskutečnit, bylo nezbytné, aby bylo odjeto nejméně 13 závodních víkendů. Toto minimum se podařilo splnit a sezona se tak mohla uskutečnit. Bylo toho dosaženo na základě rozhodnutí, že na některých závodních okruzích se pojedou Velké ceny hned dvě. Možnost odjet alespoň tři mimoevropské Velké ceny definitivně padla dne 31. července a poprvé od roku 1986 MotoGP zůstala pouze v Evropě.
31. července bylo rovněž oznámeno to, že o závodním víkendu mezi 20. a 22. listopadem 2020, se pojede na některém z evropských okruhů jako částečná náhrada za tři zrušené mimoevropské Velké ceny (Malajsie, Thajsko, Argentina) jedna Grand Prix navíc. Informace o tom, který z okruhů bude závěrečný podnik sezony hostit, byla zveřejněna v pondělí 10. srpna 2020. Finále sezony se uskutečnilo na okruhu v portugalském Portimãu, což znamenalo návrat portugalské Grand Prix, která se naposled jela v roce 2012.
Definitivní počet odjetých Velkých cen byl tedy 15.

### Nově přidané Velké ceny
Díky rozhodnutí odjet na pěti okruzích hned dvojici závodních víkendů byly do kalendáře Mistrovství světa přidány tyto Velké ceny a na těchto okruzích se tak bude závodit vždy dva závodní víkendy za sebou:
- Velká cena Andalusie (Circuito de Jerez – Angel Nieto)
- Velká cena Štýrska (Red Bull Ring – Spielberg)
- Velká cena Emilia-Romagna (Misano World Circuit Marco Simoncelli)
- Velká cena Teruelu (MotorLand Aragón)
- Velká cena Evropy (Circuit Ricardo Tormo)

Na základě informace o zrušení argentinské, thajské a malajsijské GP bylo rozhodnuto o přidání náhradní 15. evropské Velké ceny:
- Velká cena Portugalska (Autódromo Internacional do Algarve)

### Zrušené Velké ceny
Všem snahám navzdory bylo nutno některé Velké ceny zrušit, a to dílem kvůli nepříznivé epidemiologické situaci a dílem kvůli nemožnosti uspořádat Velkou cenu z časových důvodů. Zrušeny byly tyto Velké ceny:
- Velká cena Německa (Sachsenring)
- Velká cena Nizozemska (TT Circuit Assen)
- Velká cena Finska (KymiRing)
- Velká cena Velké Británie (Silverstone Circuit)
- Velká cena Austrálie (Phillip Island)
- Velká cena Japonska (Twin Ring Motegi)
- Velká cena Itálie (Autodromo Internazionale del Mugello)
- Velká cena Spojených států amerických (Circuit of the Americas)
- Velká cena Argentiny (Termas de Río Hondo)
- Velká cena Thajska (Chang International Circuit)
- Velká cena Malajsie (Sepang International Circuit)

### Zajímavosti spojené se změnami v kalendáři
Proběhnuvší změny v kalendáři závodů přinesly některé zajímavosti, které je stojí za pozornost.
- TT Circuit Assen – Tento jediný okruh, který byl součástí šampionátu od jeho vzniku v roce 1949 až do současnosti, na základě zrušení Velké ceny Nizozemska poprvé po 72 letech vypadl z kalendáře MS a tato úctyhodná série je tím přetržena. Novým okruhem s nejdéle trvající nepřerušenou tradicí konání Velké ceny se tak nově stal okruh v Jerezu, na kterém se GP jezdí pravidelně od roku 1986.
- KymiRing – Na tomto nově postaveném okruhu se měla uskutečnit po několikaletých odkladech Velká cena Finska. Mělo jít o návrat Finské GP, která se v této severské zemi jezdila v letech 1964–1982 na okruhu v Imatře.
- Circuit Ricardo Tormo – Vzhledem k oznámení o konání 15. Velké ceny po dvojzávodě ve Valencii (8. a 15. listopadu jako GP Evropy, resp. GP Valencie) došlo k přerušení od roku 2002 trvající tradice, která spočívala v tom, že ve Valencii pravidelně sezona Mistrovství světa končila.
- Autódromo Internacional do Algarve – 10. srpna došlo k definitivnímu potvrzení Velké ceny Portugalska.[9] To znamenalo nejen změnu v místě konání posledního závodu sezony, ale také návrat závodů mistrovství světa do této země, kde se naposledy jela Velká cena v roce 2012, a to na okruhu v Estorilu.
- Pouze 5 Velkých cen si udrželo svůj původní termín konání. Jedná se o GP Kataru (8. března), GP České republiky (9. srpna), GP Rakouska (16. srpna), GP San Marina (13. září) a GP Valencie (15. listopadu).

## Konečná podoba kalendáře Mistrovství světa silničních motocyklů
| pořadí | datum         | název Velké ceny                                                 | okruh                                                    | země           | poznámka          |
| ------ | ------------- | ---------------------------------------------------------------- | -------------------------------------------------------- | -------------- | ----------------- |
| 01     | 8. března     | QNB Grand Prix of Qatar                                          | Losail International Circuit (Doha)                      | Katar          | jen Moto2 a Moto3 |
| 02     | 19. července  | Gran Premio Red Bull de España                                   | Circuito de Jerez – Ángel Nieto (Jerez de la Frontera)   | Španělsko      | termín GP změněn  |
| 03     | 26. července  | Gran Premio Red Bull de Andalucía                                | Circuito de Jerez – Ángel Nieto (Jerez de la Frontera)   | Andalusie      | GP nově přidána   |
| 04     | 9. srpna      | Monster Energy Grand Prix České republiky                        | Automotodrom Brno (Brno)                                 | Česko          |                   |
| 05     | 16. srpna     | myWorld Motorrad Grand Prix von Österreich                       | Red Bull Ring (Spielberg)                                | Rakousko       |                   |
| 06     | 23. srpna     | BMW M Grand Prix von Styria                                      | Red Bull Ring (Spielberg)                                | Štýrsko        | GP nově přidána   |
| 07     | 13. září      | Gran Premio Lenovo di San Marino e della Riviera di Rimini       | Misano World Circuit Marco Simoncelli (Misano Adriatico) | San Marino     |                   |
| 08     | 20. září      | Gran Premio TISSOT dell'Emilia-Romagna e della Riviera di Rimini | Misano World Circuit Marco Simoncelli (Misano Adriatico) | Emilia-Romagna | GP nově přidána   |
| 09     | 27. září      | Gran Premi Monster Energy de Catalunya                           | Circuit de Barcelona-Catalunya (Montmeló)                | Katalánsko     | termín GP změněn  |
| 10     | 11. října     | SHARK Helmets Grand Prix de France                               | Circuit Bugatti (Le Mans)                                | Francie        | termín GP změněn  |
| 11     | 18. října     | Gran Premio Michelin de Aragón                                   | MotorLand Aragón (Alcañiz)                               | Aragonie       | termín GP změněn  |
| 12     | 25. října     | Gran Premio Liqui Moly de Teruel                                 | MotorLand Aragón (Alcañiz)                               | Teruel         | GP nově přidána   |
| 13     | 8. listopadu  | Gran Premio de Europa                                            | Circuit Ricardo Tormo (Valencia)                         | Evropa         | GP nově přidána   |
| 14     | 15. listopadu | Gran Premio Motul de la Comunitat Valenciana                     | Circuit Ricardo Tormo (Valencia)                         | Valencie       |                   |
| 15     | 22. listopadu | Grande Prémio MEO de Portugal                                    | Autódromo Internacional do Algarve (Portimão)            | Portugalsko    | GP nově přidána   |

| Zrušené Velké ceny | Zrušené Velké ceny | Zrušené Velké ceny                          | Zrušené Velké ceny                                           | Zrušené Velké ceny     | Zrušené Velké ceny |
| pořadí             | datum              | název Velké ceny                            | okruh                                                        | země                   | poznámka           |
| ------------------ | ------------------ | ------------------------------------------- | ------------------------------------------------------------ | ---------------------- | ------------------ |
| ✖                  | 21. června         | HJC Helmets Motorrad Grand Prix Deutschland | Sachsenring (Hohenstein-Ernstthal)                           | Německo                | GP zrušena         |
| ✖                  | 28. června         | Motul TT Assen                              | TT Circuit Assen (Assen)                                     | Nizozemsko             | GP zrušena         |
| ✖                  | 12. července       | Grand Prix of Finland                       | KymiRing (Iitti)                                             | Finsko                 | GP zrušena         |
| ✖                  | 30. srpna          | British Grand Prix                          | Silverstone Circuit (Silverstone)                            | Spojené království     | GP zrušena         |
| ✖                  | 25. října          | Australian Motorcycle Grand Prix            | Phillip Island (Ventnor)                                     | Austrálie              | GP zrušena         |
| ✖                  | 18. října          | Motul Grand Prix of Japan                   | Twin Ring Motegi (Motegi)                                    | Japonsko               | GP zrušena         |
| ✖                  | 31. května         | Gran Premio d'Italia Oakley                 | Autodromo Internazionale del Mugello (Scarperie e San Piero) | Itálie                 | GP zrušena         |
| ✖                  | 22. listopadu      | Red Bull Grand Prix of The Americas         | Circuit of the Americas (Austin)                             | Spojené státy americké | GP zrušena         |
| ✖                  | 29. listopadu      | Gran Premio Motul de la República Argentina | Autodrómo Termas de Río Hondo (Termas de Río Hondo)          | Argentina              | GP zrušena         |
| ✖                  | 6. prosince        | OR Thailand Grand Prix                      | Chang International Circuit (Buriram)                        | Thajsko                | GP zrušena         |
| ✖                  | 13. prosince       | Shell Malaysia Motorcycle Grand Prix        | Sepang International Circuit (Sepang)                        | Malajsie               | GP zrušena         |

## Jezdci, motocykly a týmy v MotoGP
Jezdci uvedení kurzívou se účastnili některých GP jako náhradníci. Divoké karty nebyly v tomto roce udělovány.

### Tovární týmy
Aprilia Racing Team Gresini / Aprilia
- Aleix Espargaró (41)
- Bradley Smith (38)
- Lorenzo Savadori (32)

 Ducati Team / Ducati
- Andrea Dovizioso (04)
- Danilo Petrucci (9)
- Michele Pirro (51)

 Repsol Honda Team / Honda
- Álex Márquez (73)
- Marc Márquez (93)
- Stefan Bradl (6)

 Red Bull KTM Factory Racing / KTM
- Brad Binder (33)
- Pol Espargaró (44)

 Team SUZUKI ECSTAR / Suzuki
- Joan Mir (36)
- Álex Rins (42)

 Monster Energy Yamaha MotoGP / Yamaha
- Maverick Viñales (12)
- Valentino Rossi (46)
- Garrett Gerloff (31)

### Satelitní týmy
Esponsorama Racing / Ducati
- Johann Zarco (5)
- Tito Rabat (53)

 Pramac Racing / Ducati
- Jack Miller (43)
- Francesco Bagnaia (63)

 LCR Honda / Honda
- Takaaki Nakagami (30)
- Cal Crutchlow (35)

 Red Bull KTM Tech3 / KTM
- Iker Lecuona (27)
- Miguel Oliveira (88)
- Mika Kallio (81)

 Petronas Yamaha SRT / Yamaha
- Fabio Quartararo (20)
- Franco Morbidelli (21)

### Seznam výrobců motocyklů
- Aprilia
- Ducati
- Honda
- KTM
- Suzuki
- Yamaha

## Češi v MotoGP
Poté, co v roce 2019 ukončil kariéru Karel Abraham (MotoGP) a na začátku roku 2020 Jakub Kornfeil (Moto3), měl být jediným českým zástupcem v šampionátu Filip Salač (Moto3). V důsledku toho, že Bradley Smith přešel pro tento rok ze světového poháru elektromotocyklů MotoE do královské kategorie MotoGP, kde nahradil u Aprilie Andreu Iannoneho (pozitivně testovaného na doping), zasáhnul do sezony 2020 nakonec i Jakub Kornfeil, který si tak jako náhradník za Bradleyho Smithe odbyl svůj debut v MotoE v týmu WithU.

## Tabulky vítězů
| výsledek                          |
| --------------------------------- |
| vítězství                         |
| 2. místo                          |
| 3. místo                          |
| bodované umístění (4.–15. místo)  |
| nebodované umístění (16. a horší) |
| neklasifikován (NC)               |
| nedokončil (DNF)                  |
| odstoupil (Ret.)                  |
| nestartoval (DNS)                 |
| diskvalifikován (DSQ)             |

### Moto3
Seznam jezdců na pódiových umístěních v kategorii Moto3
| Grand Prix | Grand Prix     | Vítězství          | Vítězství        | 2. místo           | 2. místo         | 3. místo           | 3. místo         | Filip Salač |
| ---------- | -------------- | ------------------ | ---------------- | ------------------ | ---------------- | ------------------ | ---------------- | ----------- |
| 01         | Katar          | Španělsko          | Albert Arenas    | Spojené království | John McPhee      | Japonsko           | Ai Ogura         | 8. místo    |
| 02         | Španělsko      | Španělsko          | Albert Arenas    | Japonsko           | Ai Ogura         | Itálie             | Tony Arbolino    | 18. místo   |
| 03         | Andalusie      | Japonsko           | Tatsuki Suzuki   | Spojené království | John McPhee      | Itálie             | Celestino Vietti | DNF         |
| 04         | Česko          | Itálie             | Denis Foggia     | Španělsko          | Albert Arenas    | Japonsko           | Ai Ogura         | 25. místo   |
| 05         | Rakousko       | Španělsko          | Albert Arenas    | Španělsko          | Jaume Masia      | Spojené království | John McPhee      | DNF         |
| 06         | Štýrsko        | Itálie             | Celestino Vietti | Itálie             | Tony Arbolino    | Japonsko           | Ai Ogura         | 12. místo   |
| 07         | San Marino     | Spojené království | John McPhee      | Japonsko           | Ai Ogura         | Japonsko           | Tatsuki Suzuki   | 20. místo   |
| 08         | Emilia-Romagna | Itálie             | Romano Fenati    | Itálie             | Celestino Vietti | Japonsko           | Ai Ogura         | 16. místo   |
| 09         | Katalánsko     | Jižní Afrika       | Darryn Binder    | Itálie             | Tony Arbolino    | Itálie             | Dennis Foggia    | 12. místo   |
| 10         | Francie        | Itálie             | Celestino Vietti | Itálie             | Tony Arbolino    | Španělsko          | Albert Arenas    | 12. místo   |
| 11         | Aragonie       | Španělsko          | Jaume Masia      | Jižní Afrika       | Darryn Binder    | Španělsko          | Raúl Fernández   | 16. místo   |
| 12         | Teruel         | Španělsko          | Jaume Masia      | Japonsko           | Ayumu Sasaki     | Japonsko           | Kaito Toba       | 13. místo   |
| 13         | Evropa         | Španělsko          | Raúl Fernández   | Španělsko          | Sergio García    | Japonsko           | Ai Ogura         | 9. místo    |
| 14         | Valencie       | Itálie             | Tony Arbolino    | Španělsko          | Sergio García    | Španělsko          | Raúl Fernández   | DNS         |
| 15         | Portugalsko    | Španělsko          | Raúl Fernández   | Itálie             | Dennis Foggia    | Španělsko          | Jeremy Alcoba    | DNS         |
| Grand Prix | Grand Prix     | Vítězství          | Vítězství        | 2. místo           | 2. místo         | 3. místo           | 3. místo         | Filip Salač |

### Moto2
Seznam jezdců na pódiových umístěních v kategorii Moto2
| Grand Prix | Grand Prix     | Vítězství          | Vítězství         | 2. místo           | 2. místo              | 3. místo               | 3. místo              |
| ---------- | -------------- | ------------------ | ----------------- | ------------------ | --------------------- | ---------------------- | --------------------- |
| 01         | Katar          | Japonsko           | Tetsuta Nagashima | Itálie             | Lorenzo Baldassarri   | Itálie                 | Enea Bastianini       |
| 02         | Španělsko      | Itálie             | Luca Marini       | Japonsko           | Tetsuta Nagashima     | Španělsko              | Jorge Martín          |
| 03         | Andalusie      | Itálie             | Enea Bastianini   | Itálie             | Luca Marini           | Itálie                 | Marco Bezzecchi       |
| 04         | Česko          | Itálie             | Enea Bastianini   | Spojené království | Sam Lowes             | Spojené státy americké | Joe Roberts           |
| 05         | Rakousko       | Španělsko          | Jorge Martín      | Itálie             | Luca Marini           | Německo                | Marcel Schrötter      |
| 06         | Štýrsko        | Itálie             | Marco Bezzecchi   | Španělsko          | Jorge Martín          | Austrálie              | Remy Gardner          |
| 07         | San Marino     | Itálie             | Luca Marini       | Itálie             | Marco Bezzecchi       | Itálie                 | Enea Bastianini       |
| 08         | Emilia-Romagna | Itálie             | Enea Bastianini   | Itálie             | Marco Bezzecchi       | Spojené království     | Sam Lowes             |
| 09         | Katalánsko     | Itálie             | Luca Marini       | Spojené království | Sam Lowes             | Itálie                 | Fabio Di Giannantonio |
| 10         | Francie        | Spojené království | Sam Lowes         | Austrálie          | Remy Gardner          | Itálie                 | Marco Bezzecchi       |
| 11         | Aragonie       | Spojené království | Sam Lowes         | Itálie             | Enea Bastianini       | Španělsko              | Jorge Martín          |
| 12         | Teruel         | Spojené království | Sam Lowes         | Itálie             | Fabio Di Giannantonio | Itálie                 | Enea Bastianini       |
| 13         | Evropa         | Itálie             | Marco Bezzecchi   | Španělsko          | Jorge Martín          | Austrálie              | Remy Gardner          |
| 14         | Valencie       | Španělsko          | Jorge Martín      | Španělsko          | Hector Garzo          | Itálie                 | Marco Bezzecchi       |
| 15         | Portugalsko    | Austrálie          | Remy Gardner      | Itálie             | Luca Marini           | Spojené království     | Sam Lowes             |
| Grand Prix | Grand Prix     | Vítězství          | Vítězství         | 2. místo           | 2. místo              | 3. místo               | 3. místo              |

### MotoGP
Seznam jezdců na pódiových umístěních v kategorii MotoGP
| Grand Prix | Grand Prix     | Vítězství    | Vítězství         | 2. místo  | 2. místo          | 3. místo  | 3. místo          |
| ---------- | -------------- | ------------ | ----------------- | --------- | ----------------- | --------- | ----------------- |
| 02         | Španělsko      | Francie      | Fabio Quartararo  | Španělsko | Maverick Viñales  | Itálie    | Andrea Dovizioso  |
| 03         | Andalusie      | Francie      | Fabio Quartararo  | Španělsko | Maverick Viñales  | Itálie    | Valentino Rossi   |
| 04         | Česko          | Jižní Afrika | Brad Binder       | Itálie    | Franco Morbidelli | Francie   | Johann Zarco      |
| 05         | Rakousko       | Itálie       | Andrea Dovizioso  | Španělsko | Joan Mir          | Austrálie | Jack Miller       |
| 06         | Štýrsko        | Portugalsko  | Miguel Oliveira   | Austrálie | Jack Miller       | Španělsko | Pol Espargaró     |
| 07         | San Marino     | Itálie       | Franco Morbidelli | Itálie    | Francesco Bagnaia | Španělsko | Joan Mir          |
| 08         | Emilia-Romagna | Španělsko    | Maverick Viñales  | Španělsko | Joan Mir          | Španělsko | Pol Espargaró     |
| 09         | Katalánsko     | Francie      | Fabio Quartararo  | Španělsko | Joan Mir          | Španělsko | Álex Rins         |
| 10         | Francie        | Itálie       | Danilo Petrucci   | Španělsko | Álex Márquez      | Španělsko | Pol Espargaró     |
| 11         | Aragonie       | Španělsko    | Álex Rins         | Španělsko | Álex Márquez      | Španělsko | Joan Mir          |
| 12         | Teruel         | Itálie       | Franco Morbidelli | Španělsko | Álex Rins         | Španělsko | Joan Mir          |
| 13         | Evropa         | Španělsko    | Joan Mir          | Španělsko | Álex Rins         | Španělsko | Pol Espargaró     |
| 14         | Valencie       | Itálie       | Franco Morbidelli | Austrálie | Jack Miller       | Španělsko | Pol Espargaró     |
| 15         | Portugalsko    | Portugalsko  | Miguel Oliveira   | Austrálie | Jack Miller       | Itálie    | Franco Morbidelli |
| Grand Prix | Grand Prix     | Vítězství    | Vítězství         | 2. místo  | 2. místo          | 3. místo  | 3. místo          |

### MotoE
Seznam jezdců na pódiových umístěních v kategorii světového poháru elektromotocyklů
| Grand Prix | Grand Prix     | Grand Prix | Vítězství | Vítězství          | 2. místo  | 2. místo           | 3. místo  | 3. místo           | Jakub Kornfeil |
| ---------- | -------------- | ---------- | --------- | ------------------ | --------- | ------------------ | --------- | ------------------ | -------------- |
| 02         | Španělsko      | Španělsko  | Brazílie  | Eric Granado       | Švýcarsko | Dominique Aegerter | Itálie    | Niccolo Canepa     | 17. místo      |
| 03         | Andalusie      | Andalusie  | Švýcarsko | Dominique Aegerter | Španělsko | Jordi Torres       | Itálie    | Mattia Casadei     | 12. místo      |
| 07         | San Marino     | San Marino | Itálie    | Matteo Ferrari     | Belgie    | Xavier Siméon      | Švýcarsko | Dominique Aegerter | 16. místo      |
| 08         | Emilia-Romagna | R1         | Švýcarsko | Dominique Aegerter | Španělsko | Jordi Torres       | Itálie    | Matteo Ferrari     | 11. místo      |
| 08         | Emilia-Romagna | R2         | Itálie    | Matteo Ferrari     | Itálie    | Mattia Casadei     | Španělsko | Jordi Torres       | 13. místo      |
| 10         | Francie        | R1         | Španělsko | Jordi Torres       | Francie   | Mike Di Meglio     | Finsko    | Niki Tuuli         | 13. místo      |
| 10         | Francie        | R2         | Finsko    | Niki Tuuli         | Francie   | Mike Di Meglio     | Austrálie | Josh Hook          | 15. místo      |

Pozn.: Počet závodů MotoE vzrostl z loňských pěti na letošních sedm.
Pozn.: V rámci Velké ceny provincie Emilia-Romagna a Velké ceny Francie byly na programu dva závody MotoE (sobotní – R1 a nedělní – R2).

## Bodovací systém Mistrovství světa
První až patnáctý jezdec konečného pořadí každého závodu obdrží body, jejichž součet je primárním kritériem pro určení celkového pořadí šampionátu. Jezdec, který má na konci sezony nejvíce bodů, získá titul mistra světa silničních motocyklů příslušné kategorie. Nastane-li shoda bodů, rozhoduje vyšší počet lepších umístění v sezoně.
| umístění  | body |
| --------- | ---- |
| vítězství | 25   |
| 2. místo  | 20   |
| 3. místo  | 16   |
| 4. místo  | 13   |
| 5. místo  | 11   |
| 6. místo  | 10   |
| 7. místo  | 9    |
| 8. místo  | 8    |
| 9. místo  | 7    |
| 10. místo | 6    |
| 11. místo | 5    |
| 12. místo | 4    |
| 13. místo | 3    |
| 14. místo | 2    |
| 15. místo | 1    |

## Mistři světa
Tabulky s předními třemi jezdci každé z kubatur Mistrovství světa.

#### Výsledky kubatury Moto3
| Moto3               | nár.      | jméno         | body | body |
| ------------------- | --------- | ------------- | ---- | ---- |
| mistr světa         | Španělsko | Albert Arenas | 174  |      |
| vicemistr světa     | Itálie    | Tony Arbolino | 170  | –4   |
| II. vicemistr světa | Japonsko  | Ai Ogura      | 170  | –4   |

#### Výsledky kubatury Moto2
| Moto2               | nár.               | jméno           | body | body |
| ------------------- | ------------------ | --------------- | ---- | ---- |
| mistr světa         | Itálie             | Enea Bastianini | 205  |      |
| vicemistr světa     | Itálie             | Luca Marini     | 196  | –9   |
| II. vicemistr světa | Spojené království | Sam Lowes       | 196  | –9   |

#### Výsledky královské kubatury MotoGP
| MotoGP              | nár.      | jméno             | body | body |
| ------------------- | --------- | ----------------- | ---- | ---- |
| mistr světa         | Španělsko | Joan Mir          | 171  |      |
| vicemistr světa     | Itálie    | Franco Morbidelli | 158  | –13  |
| II. vicemistr světa | Španělsko | Álex Rins         | 139  | –32  |

#### Výsledky Světového poháru elektromotocyklů MotoE
| MotoE    | nár.      | jméno              | body | body |
| -------- | --------- | ------------------ | ---- | ---- |
| 1. místo | Španělsko | Jordi Torres       | 114  |      |
| 2. místo | Itálie    | Matteo Ferrari     | 97   | –17  |
| 3. místo | Švýcarsko | Dominique Aegerter | 97   | –17  |

### Konečné celkové výsledky Čechů v MotoGP
| Česko          | kategorie | umístění  | body | body |
| -------------- | --------- | --------- | ---- | ---- |
| Filip Salač    | Moto3     | 21. místo | 30   | –144 |
| Jakub Kornfeil | MotoE     | 18. místo | 15   | –99  |

## Zajímavosti ohledně sezony 2020
- Poprvé od roku 2000, kdy se mistrem světa v královské kubatuře (500 cm³) stal Kenny Roberts Jr., se stal mistrem světa jezdec značky Suzuki. Jde o vůbec první titul mistra světa pro tuto japonskou továrnu od počátku čtyřtaktní éry a zavedení kategorie MotoGP v roce 2002.
- Mistr světa MotoGP pro rok 2019, Márc Márquez, utrpěl při úvodní španělské GP zranění ruky a po podstoupení několika operací již do sezony 2020 nezasáhl. V celkovém hodnocení nezískal ani jeden bod a v celkovém pořadí sezony 2020 nebyl klasifikován (NC).  Archivováno 17. 11. 2020 na Wayback Machine.
- Fabio Quartararo se stal prvním Francouzem, který vyhrál závod královské kubatury od Régise Laconiho (Valencie, 1999).
- Jihoafričan Brad Binder se vítězstvím v GP České republiky stal historicky prvním Jihoafričanem, který vyhrál závod kategorie MotoGP. Do té doby posledním jihoafrickým jezdcem, který závod MS vyhrál, byl Kork Ballington (250 cm³, Nürburgring, 1980).  Tímto vítězstvím získal Binder také první vítězství pro KTM v královské kubatuře.
- Portugalec Miguel Oliveira se vítězstvím v GP Štýrska stal historicky prvním Portugalcem, který vyhrál závod kategorie MotoGP. Tímto vítězstvím získal také první vítězství pro KTM v královské kubatuře.
- Druhým vítězstvím v sezoně se při domácí Grand Prix stal Miguel Oliveira rovněž prvním Portugalcem, který zvítězil v domácí Velké ceně.
- Své první vítězství v kariéře v kategorii MotoGP si připsalo 5 jezdců: Fabio Quartarato , Brad Binder , Miguel Oliveira , Franco Morbidelli  a mistr světa Joan Mir .
- Při letošní Velké ceně Portugalska poprvé od GP Kataru 2004 stanuli na pódiu 3 jezdci ze satelitních týmů. (Tehdy zvítězil Sete Gibernau, 2. místo obsadil Colin Edwards a 3. projel cílem Rubén Xaus.)
- V sezoně 2020 bylo 9 různých vítězů kategorie MotoGP. Byl tím vyrovnán rekord ze sezony 2016, tentokrát ale při menším počtu závodů.  .
- Napříč všemi kategoriemi (Moto3, Moto2 a MotoGP) v sezoně 2020 zvítězilo 26 různých jezdců, což je nový rekord.
- Třída MotoE se jela na jednotných motocyklech značky Ego Corsa se zabudovaným omezovačem rychlosti 270 km/h.[15]